# 横井英樹
横井 英樹（よこい ひでき、1913年（大正2年）7月1日 - 1998年（平成10年）11月30日）は、日本の実業家。1953年（昭和28年）の老舗百貨店、白木屋（のちの東急百貨店日本橋店）の株買占めや東洋郵船設立による海運業への進出で脚光を浴びた。

## 来歴・人物

### 生い立ち
愛知県中島郡平和村（平和町を経て現・稲沢市）の貧しい農家に二男として生まれた。生まれたとき、真っ赤な赤子であったことから、こんな赤い子は千人に一人いるかいないかだということで「千市」と名付けられた。本人はその名は好きではなく、1947年（昭和22年）「英樹」と改名する。
父親の鉞次郎（えつじろう）は18、9歳の頃に尻の出来物の手術をしたところ足が悪くなり仕事をしなくなった。やけになり朝から酒を飲み道の真ん中に大きく寝、通行人が通ろうとするとガバッと起き上がり金をせびっていたという。相撲取りのように体が大きく、鉞次郎の姿を見ると皆逃げていた。鉞次郎は家の中でも暴れ、妻のまさの髪の毛を引っ張るなどの暴力を振るい、まさと横井は夜に裸足で逃げたこともあったという。酒乱の鉞次郎を見ていた横井は成人してからもアルコールはほとんど飲まなかった。鉞次郎は横井が学校に通うのを嫌い、「ウチのような貧乏人は、子供を学校へなんかやらんでいい。字なんておぼえんでいい！」と横井のカバンを隠したり、教科書を破ったりしていた。それでも横井は遅刻をしてでも小学校に通った。同級生によると成績は優秀で字もうまかったという。ただ乱暴者でガキ大将でもあった。
母のまさは近所の農家の機織りをして辛うじて一家の家計は保たれていたが、必死に働く母を見て横井は小学校の頃から働き始める。それを不憫に思った近所の石田輝英は「自分の好きなものをつくれ」と石田家の畑の端の90坪の土地を貸した。その土地で横井はジャガイモや白菜を作って近所で売り、そこで得た金で母親においしい物を買ってやっていた。また、家の前に建つ紡績工場を見ては伯母に、「いまに、ああいうでかい工場を建ててみせるでよ」と豪語していたという。

### 横井商店開業
地元では、高等小学校は1927年（昭和2年）に他人の援助で出たと言われ、高小卒業後、父の姉である境野古登を頼って上京。この伯母は横井を一晩泊めただけで、翌日には日本橋のメリヤス問屋「渡辺商会」に丁稚奉公させる。1930年（昭和5年）3月10日、独立し繊維問屋「横井商店」を開業。17歳のときであった。1934年～35年、37年～40年と、2度召集を受け、中国南部から仏印（ベトナム）を転戦するが、出征中は店員が業務をみて、支障が出ることはなかったという。1940年（昭和15年）に除隊となり、翌年4月、京橋のたび屋・佐藤哲の長女路子と結婚する。
1942年（昭和17年）、29歳のとき、第二次世界大戦をきっかけにボロ儲けのチャンスを得た。それまで経営していた繊維問屋をたたみ、軍需品の製造に専念することになる。1943年（昭和18年）「横井商店」を「横井産業」として、陸・海軍、軍需省の管理工場となった。工場は大田区池上、埼玉県大宮、山梨県石和4ヵ所に展開。横井は生産責任者として兵役を免除されたうえ、従業員3000人を擁するまでにのし上がった。戦争で南方に行く海軍陸戦隊の防暑服の製造を一手に引き受け、現地で接収してきた電動ミシンを何百台と手に入れた。大宮の工場では女学生を勤労動員させ、接収した電動ミシンを使い防暑服を大量生産をした。こうして横井は敗戦まで1億円の資産を蓄え、「今の金に直せば1兆円、ぼくの財産も減ったもんだ」とインタビューの際にいっていた。
終戦後は、連合国軍の設営工場となって成増、代々木、横田、立川などの各基地の内装工事、カーテン類の取付けを、軍需工場時代のトラック50台、千人の従業員を使って請負い、3年で1万戸を手がけ、1949年（昭和24年）には5000億円の資産を持つまでになった。また銀座1丁目にOSS（米人専門店）を開店、毎日500人くらい店を取りまくほどに繁盛し、面白いように儲けまくった。彼はそうした金で不動産を買い漁った。鎌倉、熱海、軽井沢（梨本伊都子の回想によると旧梨本宮の別荘のみならず車も買い取り、宮家の紋章をつけたまま乗り回していたという）、箱根の土地を買い漁り、銀座のビルをも買収した。横井の土地の買い方は全て5年月賦で支払い、払い終わる前に土地の値段が暴騰し、資産は20億円以上になっていた。この資金が白木屋買収の足掛かりとなった。

### 白木屋乗っ取り事件
横井は財を築いたとはいえ、財界からはただの成り上がりにしか見られなかった。横井は財界人と認められたいという野望を抱き日本橋にある白木屋の買収を画策する。当時の取引先の一つに白木屋の関連企業である白木金属工業があり、いつまで経っても決済できないので同社の内情を調べると、親会社の白木屋が経営的に不安定だったことが判明。これを動機として1950年（昭和25年）に同社の乗っ取りを決意、株の買い占めにかかり1953年（昭和28年）1月には発行株式数の4分の1を超す102万8000株を買った。同じく白木屋の株を買い占めていた日活の堀久作と手を結び白木屋の資本金2億円、額面50円として発行済株式総数400万株のうち100万株を買い占め、堀の持ち株を含めると過半数となった。これに焦った白木屋側は財界に働きかけ、同年2月1日、堀の提案で、日活ホテルの堀の部屋でそれぞれの財界人を後ろ盾にして白木屋陣営と横井陣営との対話の場が用意された。
白木屋の社長である鏡山忠男は「白木屋は江戸時代から300年続く名門だ。横井君がどのような手段で株を集めたのかは知らないが、どこの馬の骨とも素性の明らかでない者を重役に迎え入れることは絶対にできない」と言い放った。すると横井は「私は、なるほど、鏡山さんのいわれる血統とかは素性とかはたいしたことないかもしれない。しかし現在は資産30億円、借金20億円、差し引き10億円を持っている。たとえ私が最後の一人になっても、この私財を投げこんで、全株数を握ってみせる!」と反論した。ところが堀は所有していた株を突如売却。堀の所有した持ち株は山一證券を経て三信建物の林彦三郎に渡ってしまう。堀は買収から撤退。
その一方で白木屋の社長の鏡山は、総会屋の大物である久保祐三郎を参謀格にし、横井の買い占めに対抗する。久保からすれば戦後の繰り上がりで社長になった鏡山は、親交面でも財界人の格にしても若干の不安のある相手だったが横井の遣り口に反発して参画した。久保は横井の株式が繊維関係の株式会社の名義であったことに着目。白木屋の株を買うことは独占禁止法違反という理由で、横井側の株式を議決権行使停止の仮処分で塩漬けにしてしまう。しかし、横井の執念はこれで抑えることはできず、既に買い占めた持ち株を抱えながら彼は当時の価格として4億以上を持ち出しあくまで買い続けた。また、久保に対抗できる大物として総会屋の田島将光を招き入れて経営陣に相対した。財閥本家にコネを持つ田島からしても横井の財界人の格は下だったが、かつて田島が鏡山に和解を忠告した際に格下の鏡山に拒絶された経緯があり此方も面子を重んじる稼業の感情面が働いていたとされる。
翌年の1954年（昭和29年）3月31日、浜町中央クラブにて白木屋の株主総会が行われた。横井側の財界人は千葉銀行の古荘四郎彦、山種証券の山崎種二、高利貸しの森脇将光、のちの買い占め王となる鈴木一弘が肩入れ、総会屋は白木屋側は久保祐三郎を配し、横井側は田島将光を配し総会場には2つの入り口が設けられ、白木屋側に新田組、安藤組、殉国青年隊らが動員された。株主総会では決着は付かず法廷闘争まで及んだ。裁判は長期化し、白木屋側、横井側も疲弊しきっていた。そこで横井は東急の五島慶太に買収を頼む策を講じる。横井は白木屋の株を買い取りをお願いするため、ほぼ毎日朝の6時に五島の家の前に立ち出勤を見送り、旅行に行く際には東京駅まで列車が出発するまで見送るなどしていた。その熱意によって五島は白木屋の買収に乗ることになる。ただし1株350円でしか引き受けないという条件であった。結果的に横井は5億8000万も損したことになる（その後、白木屋は東急百貨店日本橋店となるが、横井他界の翌1999年（平成11年）1月、経営効率化と店舗老朽化のため閉店した。）。
1956年（昭和31年）1月半ば、五島は築地にある料亭に横井と鈴木一弘を招き、五島は「君たち“五島学校”に入学せんかね、君たちのような生きの良い若い勝負師と組んで、まだまだ面白い仕事をしてみたい」と言い、それを聞いた横井は「五島会長、お言葉ありがたく頂戴させていただきます。今回の株の損は五島学校の入学金と思えば別に高いとも思えなくなってきました」と五島学校の門下生となった。しかし鈴木は門下生にはならなかった。白木屋乗っ取り騒動の一件で横井は五島という後ろ盾を得、その後も五島の企業買収にエージェントとして関わることが多かった。
1957年（昭和32年）には東洋精糖の株買占めに乗り出す。買占め側にも、一方秋山正太郎をはじめとする経営陣側にも、総会屋やヤクザ、右翼が大勢絡む格好となり、さながらオールスター総出演の様相を見せていた（株主総会でも平気な顔で座っていたらしく、面の皮の厚さを見せつけた）。ところが後一歩で経営権を取得できるところまでいったところで、五島が急死。東急を継いだ五島の長男昇は、東急が横井に協力して買い占めていた東洋精糖の株式を東洋精糖の経営陣側に譲渡するなどの調停案（岸信介の絡みで永田雅一がまとめた）で合意し、東急は乗っ取りから撤退、東洋精糖の乗っ取りは結局横井が一人孤立してしまう格好になってしまう。このため、五島邸へ直接出向いて抗議している。
横井にとって五島慶太の急死とともに衝撃だったのは五島昇から終生出入りを断られたことである。しかし同じ五島門下生である、国際興業社主小佐野賢治は昇から敬意が払われ、後に富士屋ホテルの買収で対立することになる。

### 横井英樹襲撃事件
横井は1956年、東和石油、大協石油の買い占めに成功し、翌年には上述、東洋精糖株にのりだす。だが、それに相前後して関係した蜂須賀家の財産問題にからんで、1958年（昭和33年）6月11日、安藤組の配下に銃撃され、力尽き倒れ、以後3週間生死の境をさまよった。

### 富士屋ホテル事件
同じ五島慶太を師に仰ぎ、その五島から箱根の強羅ホテルを買った小佐野賢治がインテリに対する劣等感を拭えずにいたことに比べると、能天気でお気楽で執着心の強い横井の方が世間の注目を集めた。そして、この2人は富士屋ホテルの支配権争奪をめぐり火花を散らすことになる。富士屋ホテルは1878年（明治11年）に山口仙之助が箱根の宮ノ下に開業した名門ホテルであるが、山口一族に内紛が起きる。当時の会長の山口堅吉は仙之助の次女・貞子の婿養子であった。その妻の貞子が死去し、千代という後妻をもらう。仙之助の長女である孝は、山口一族と縁もゆかりもない堅吉夫妻にホテル経営をされることに反発を覚え、横井の手を借りることになる。
1964年（昭和39年）12月に株主総会が開かれ、横井は堅吉の退陣に成功する。追放された堅吉は小佐野の元に赴きこう懇願した、「自分の株は全部渡す。一族も切り崩し、株を集める。自分は経営しなくていい、とにかく横井を追い出してくれ」と。小佐野は富士屋ホテルの買収に乗り出し、1年が経過したころ、横井側についていた山口家の本家側の者が徐々に小佐野側につき、取締役に入れた児玉誉士夫も小佐野側に寝返ってしまう。最終的に小佐野に軍配が上がった。横井が6年かかって集めた株を小佐野は1年で82%に当たる207万株を手に入れ富士屋ホテルの買収に成功したのである。
1966年（昭和41年）4月27日に児玉邸で株の受け渡しが行われた。横井は株を小佐野に渡して4億5千万円を受け取ることになるが、なんと現金での支払いを要求した。ところが横井は万札を一枚一枚、児玉、小佐野の目の前で数えて、朝の4時から夕方の4時までかかった。その上、横井の持ってきた株券が足りなかったのを、現金で返せばいいものを、小切手で払おうとした。この件を横井は銀行の封をしてあるのに、ばらして一枚一枚数えたりはしなかったし、現金を要求したのは、仲間がいて分けねばならなかったし、すぐしなければならない支払いもあったからだと弁解した。だが、これによって横井は男を落とし、小佐野や児玉など財界主流とはとうてい言いかねる人物たちからも軽くみられることになった。

### 山科精工所乗っ取り
1970年（昭和45年）には京都にあるネジのトップメーカーである山科精工所（現・ワイズホールディングス）を乗っ取り、自らが会長に就任し長男の邦彦を取締役に据えるなど役員を肉親で固めた。2000年（平成12年）に邦彦は社長になるが、わずか3か月後に臨時取締役会で社長の座を追われた。

### ホテルニュージャパン火災事件
1979年（昭和54年）、政治家でもあった藤山愛一郎の長男覚一郎（大日本製糖社長）に懇請され、大日本製糖の株主であった横井はホテルニュージャパンを買収し社長に就任する。
1982年（昭和57年）2月8日にホテルニュージャパン火災が発生。全焼し、33名の死者を出した。ホテル経営について全くの素人であった横井は、違法かつ行きすぎた合理化を画策し、徹底的なまでに改修費用を節減するため、東京消防庁に勧告されていたスプリンクラー設備をスプリンクラーヘッドのみを設置した見せかけとし、自動火災報知設備の点検整備をせず、竣工当初は問題がなかった耐火素材ではない内装も、改修することなく耐火素材にしていなかった。火災発生時には人命を優先せず、従業員に「高価な家具を早く運びだせ」と命じ、調理場に指示を出して大皿にサンドイッチをたくさんつくって、『みなさんで召し上がってください』と捜査員に提供したり、捜査本部に酒を差し入れるなどの無意味な行為を重ねた。その一方で、のちには犠牲になった台湾人観光客の遺族を生涯にわたって、毎年慰霊のために日本に招待し続けたともいわれている。
数々の違法運営により1987年（昭和62年）、東京地裁で業務上過失致死傷罪で禁錮3年の実刑判決を受け、1993年（平成5年）に最高裁で禁錮3年の判決が確定した。これにより勲七等および記章を褫奪され、1994年（平成6年）から八王子医療刑務所で服役した。素顔は奉公人から成り上がった人間らしい腰の低さで、服役中も他の囚人に対しても丁重に接していたと見沢知廉が記している。1996年（平成8年）に仮釈放となり、翌年には刑期を終える。
焼けたホテルは長年放置され、敷地を担保に横井は巨額の融資を引き出した。1995年（平成7年）、最大の債権者であった千代田生命が自己競落し翌年に解体されるが、その後千代田生命が破綻したため、プルデンシャル生命保険が買収、跡地にはプルデンシャルタワーが竣工した。

### 晩年
1998年（平成10年）11月30日、日課であったダイエー碑文谷店（現・イオンスタイル碑文谷）と池上のボウリング場を巡回していたが、急に気分が悪くなり、そのまま昏睡状態に陥り病院に運ばれた。その日の午前11時42分に虚血性心疾患で死去。85歳であった。荼毘に付された遺骨から、襲撃事件で撃ち込まれた弾丸1発が見つかったといわれる。
田園調布駅前の一等地に構えた豪邸は、死去する1か月ほど前には手放し、その後は弟夫婦と暮らしていた。自宅跡はのちに鈴木その子が購入している。資産のほとんどは安値で売却され、最後まで所有していたのはダイエー碑文谷店と池上のボウリング場のみであった。

### 女性関係
路子と結婚後、連続して4人の子を儲け、夫婦仲の睦まじさをうかがわせるが、それも終戦後しばらくまでの好関係だった。横井は酒も飲まず、タバコも吸わず、バクチもやらなかったが、女の問題だけはどうしようもなかった。路子がこの面で横井をボロクソに言って、子どもを育てたため、子どもにも路子の横井観が伝わり、子どもたちは横井を事業家として尊敬していたが、人間としてはまるで信用していなかった。
1947年（昭和22年）頃、銀座のキャバレー「美松」で働いていたダンサーT・C子を秘書として引き抜き、妾にして赤坂に囲った。T・C子は1953年（昭和28年）11月、東映ニューフェースに採用され、園ゆき子の芸名をもらうが、横井との関係が取り沙汰され、1955年（昭和30年）には芸能界から姿を消した。1974年（昭和49年）ミス・インターナショナル日本代表に選ばれたモデルの樹れい子も、横井と愛人関係にあったといわれ、横井は彼女の芸名に自分の名の一字を贈った。ミスコン好きで有名であり、コンテストにはスポンサーとして欠かさず出席し、参加者をしばしば愛人にしていた。晩年には叶姉妹とも交流があったとも伝えられ、パーティーの写真が週刊誌に載ったこともある。
溝口敦が横井本人に女性問題を質すと、彼は不機嫌そうにこう答えた。「ぼくは68まで生きてるんだからね。その間、女性を愛することだってありますよ。そうでしょう。誰だって同じですよ。ただぼくが君らとちがうのは不特定多数じゃなくて、特定少数だってことね。ちゃんとしたもんですよ。何人かだって? 5人くらいなもんだ。ぼくにいえることは、ぼくにだまされたという女は1人もいない、このことですね」。

## その他のエピソード
1972年（昭和47年）、生家近くに240レーン、東洋一といわれた大ボウリング場「ナゴヤトーヨーボール」をつくり、付近の畑を借りて、コンクリートで固めて付設の駐車場とした。生家も豪邸に建て直し、村中に祝いの反物を配って歩いたりした。
1980年代に横井はヨーロッパの古城を15城買った。うち9城がフランスの城で、当時フランスでは文化財保護費が不足して古城の老朽化が進んでいたため、城の所有者たちは修復再生を期待して横井の日本産業へ売却した。その交渉に当たった横井の娘とその夫（フランス系アメリカ人）は高級ホテルとして再生させるとしていたが、横井がホテルニュージャパン火災で逮捕されたため、資金が枯渇し、城の調度品をオークションで売却、城は手つかずのまま放置された。そのため不法侵入者による盗難や占拠により城はさらに荒廃し、横井の娘夫婦は詐欺などの疑いで逮捕収監された。フランスの法律では文化財維持のための売却は許されているが、文化省への報告義務があり、フランス国外へ持ち出していいかどうかは国が決める。
1991年（平成3年）には、秘密裏にニューヨークのエンパイアステートビルを共同購入者の一人として買収。愛人の娘、中原キイ子にプレゼントすると横井が言った言わないで裁判になる。ただし、同ビルは所有権と賃借権が分離しており、賃借権のない横井ら所有者はほとんど利益が出ないまま撤退。このときの共同購入者がドナルド・トランプで、賃借権を持つヘルムズリー夫婦を訴えて7年闘ったが撤退した。
蝶ネクタイ（着用が簡単なピアネス・タイ）姿で知られた。本人の弁では「時は金なり、結ぶ手間がもったいない」ことが愛用の理由だった。また、スリに狙われないため、ズボンは尻ポケットをなくした前ポケットのものを特注していた。

## 横井系企業
丸の内の国際ビルに本社を構えた東洋郵船のほか、ホテルニュージャパン、山科精工所、富士観光、日本産業、横井産業、鴨川産業、東洋不動産、大日本産業、東洋建物、内外スポーツ新聞などがあった。帝国データバンクの調査によれば、横井本人を含めた一族の総資産は1045億8794万円であった。

## 親族
- 父・鉞次郎
- 母・まさ - のちに田園調布の横井邸近くの豪邸に引きとられ、女中2人がついて、錦紗の着物を普段着にするような恵まれた晩年を送った。彼女はキャデラックで行く芝居見物にも飽きると、近所の同年配の婦人を訪ねて、茶のみ話に花を咲かせた[35]。
- 妻・路子
- 長男・邦彦 - 1942年生まれ。慶應義塾大学卒[36]。東洋不動産、山科精工所社長を務めた。1970年に女優の星由里子と帝国ホテル「孔雀の間」で結婚[37]。招待客が1500人。台糖が寄付した8メートルのウエディングケーキが話題を呼ぶが、3ヵ月足らずで離婚した[7]。2008年自殺。
- 長女・智津子 - 1944年生まれ。1978年に建築家の坂倉竹之助と結婚[38]。
- 次男・裕彦 - 1945年生まれ。慶應義塾大学卒[36]。トーヨーボール、ホテルニュージャパン、東洋郵船などの社長を務めた。邦彦同様、帝国ホテル「孔雀の間」で1200人を招き、結婚式を挙げるが、やはり8メートルのケーキで大日本製糖に祝わせた[7]。2000年に、東洋郵船所有の船原ホテルの金の浴槽が盗まれたと届け出た。英樹の死後、目黒区の繊維取引会社であり、ダイエー碑文谷店の家主でもあった横井産業の社長に就任。2004年にパチンコ業のビッグウェーブとの賃貸契約書不正の疑いで家宅捜査。1956年に英樹が設立した日本産業の社長も務めていたが、2019年に破産した[39]。
- 次女 - 1948年生まれ[7]。
- 庶子・中原キイ子 - 1945年生まれ。英樹がエンパイア・ステート・ビルやヨーロッパの古城を買い漁った際、フランス系アメリカ人の夫ジャンポール・ルノワール（本名Jean-Claude Perez-Vanneste、マルセーユ出身）とともにそれを手伝ったが、それら不動産の所有を巡って英樹と親族から訴えられ、世間を賑わせた[40]。その後、ハワイ在住。横井の城を転売するシャトー・ホールディングを設立していた夫のルノアールは1996年に国際手配となり、1997年に米国で逮捕された[26]。キイ子も同様に逮捕されベルサイユ女性刑務所に収監されたが4百万フランで保釈された[26]。
- 孫・Zeebra（本名：横井英之） - ラッパーでキングギドラのメンバー。英樹の長女の子供。戸籍上は英樹の養子。
- 孫・SPHERE（本名：坂倉友之） - ラッパー。英樹の長女と坂倉竹之助との子供。
- 曾孫・リマ（本名：中林里茉） - NiziUのメンバー。韓国の大手芸能事務所JYP主催のオーディションNizi Projectでデビュー。ZEEBRAとモデルの中林美和の二女。